# Nowe latko

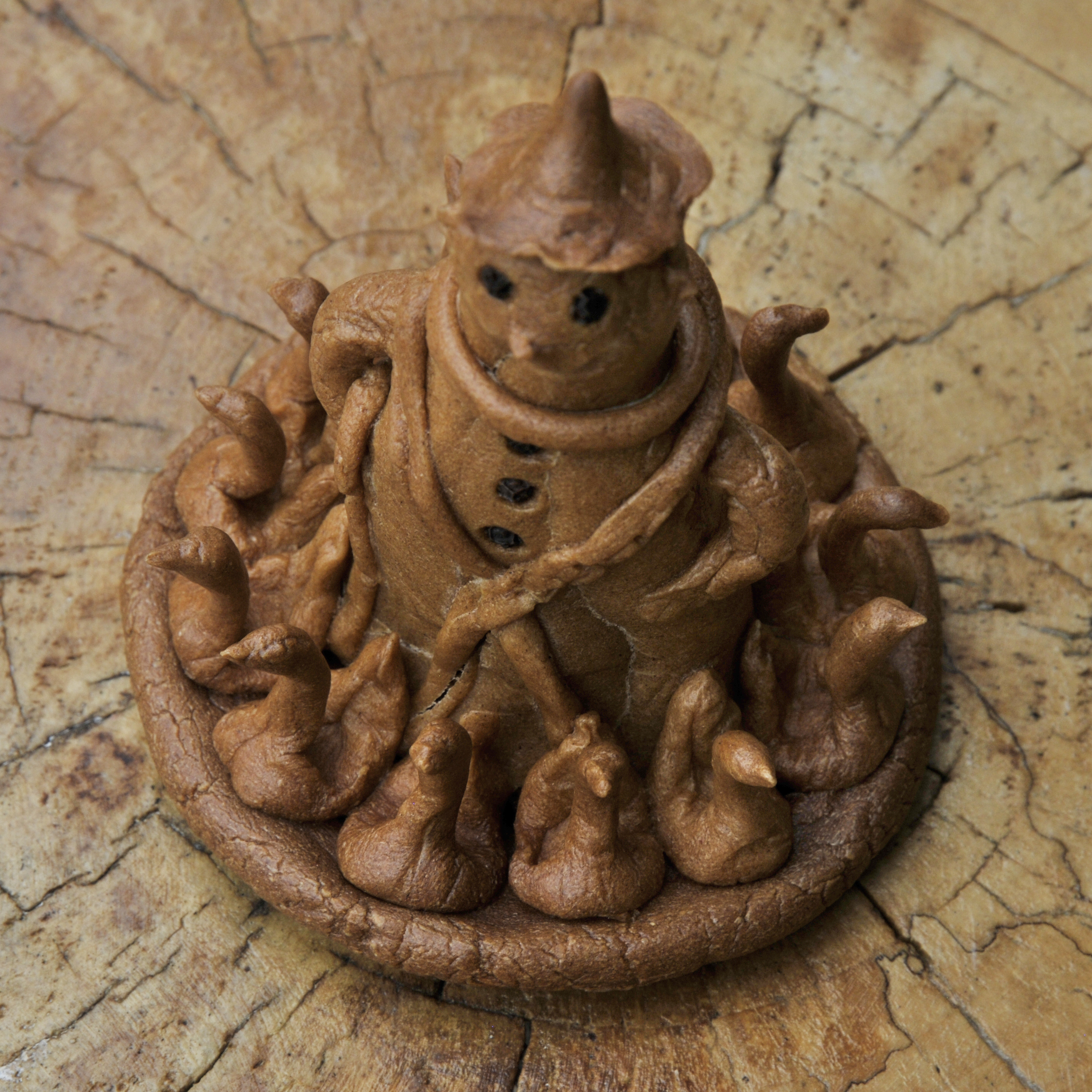
Nowe latko wykonane przez Elżbietę Prusaczyk z Tatar

Nowe latko – dawne pieczywo obrzędowe noworoczne wypiekane na Kurpiach, Podlasiu, Warmii i Mazurach.

## Historia
Pieczywo miało kształt krążków, w środku których umieszczało się postać ludzką, a wokoło niej przyklejano małe figurki przedstawiające zwierzęta (zarówno hodowlane, jak i dziko żyjące). Na Kurpiach postać ludzka miała kształt myśliwego, pasterza, gospodarza lub gospodyni. Czasami w tym miejscu wstawiano figurki Świętej Rodziny, anioła, kobiety tulącej dziecko. Zwierzęta lepiono w kształcie różnych zwierząt: krów, koni, owiec, jeleni, kur i kaczek. Na Kaszubach i Mazurach nowe latko miało formę drzewka owocowego.
Nowe latka pieczono w wigilię Nowego Roku lub na Trzech Króli i zawieszano w eksponowanym miejscu domostwa (np. na domowym ołtarzyku czy wśród świętych obrazów) celem zapewnienia pomyślności w nadchodzącym roku. Adam Chętnik notował zawieszenie nowego latka u pułapu.
W 2020 roku na wniosek depozytariuszy dziedzictwa ze Stowarzyszenia Artystów Kurpiowskich wypiek byśków i nowych latek Kurpiów Puszczy Zielonej został wpisany na krajową listę niematerialnego dziedzictwa kulturowego. Wpis przygotowano dzięki współpracy między Muzeum Kultury Kurpiowskiej w Ostrołęce i powiatem ostrołęckim.

## Galeria

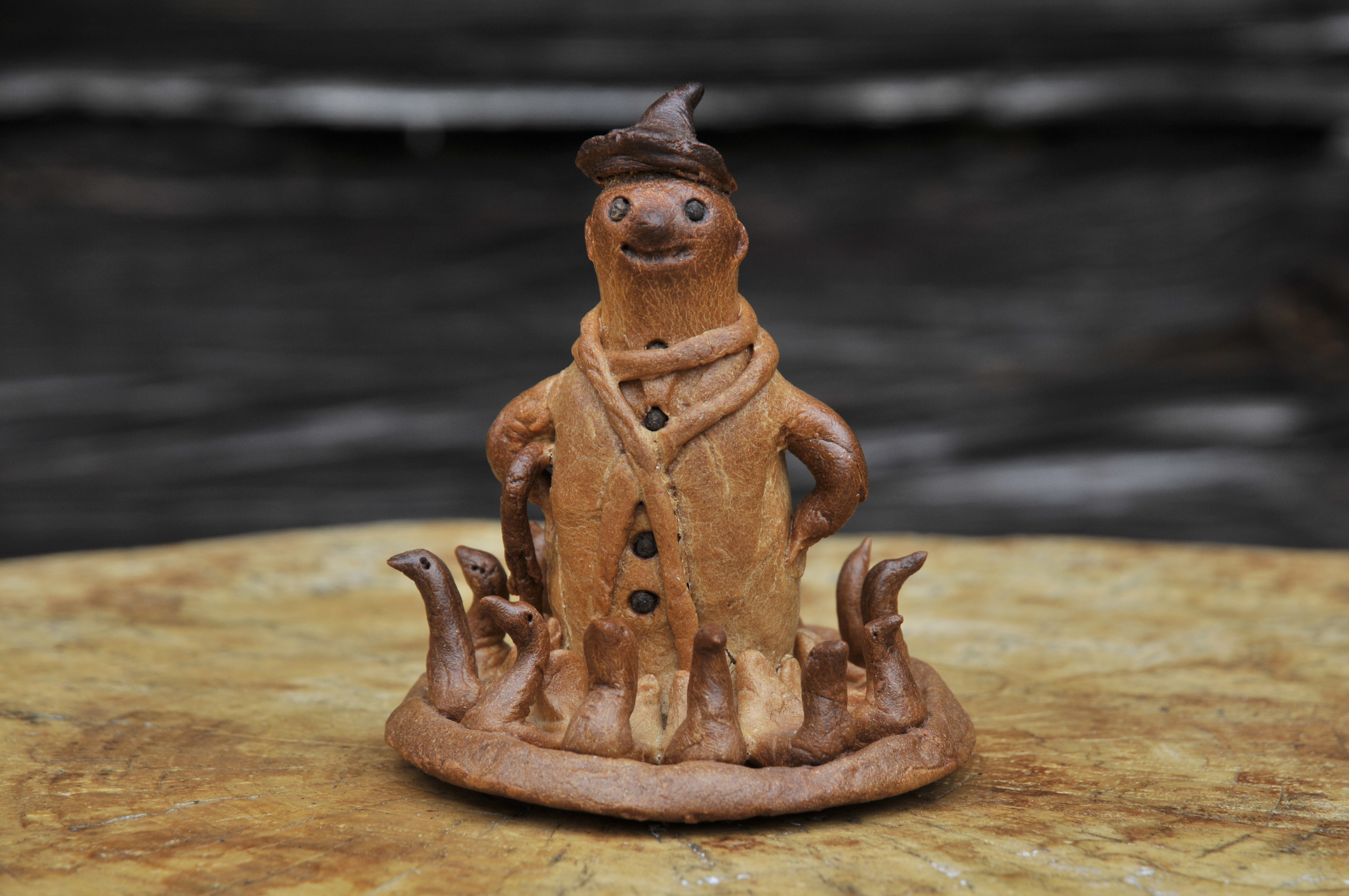
Ujęcie z przodu
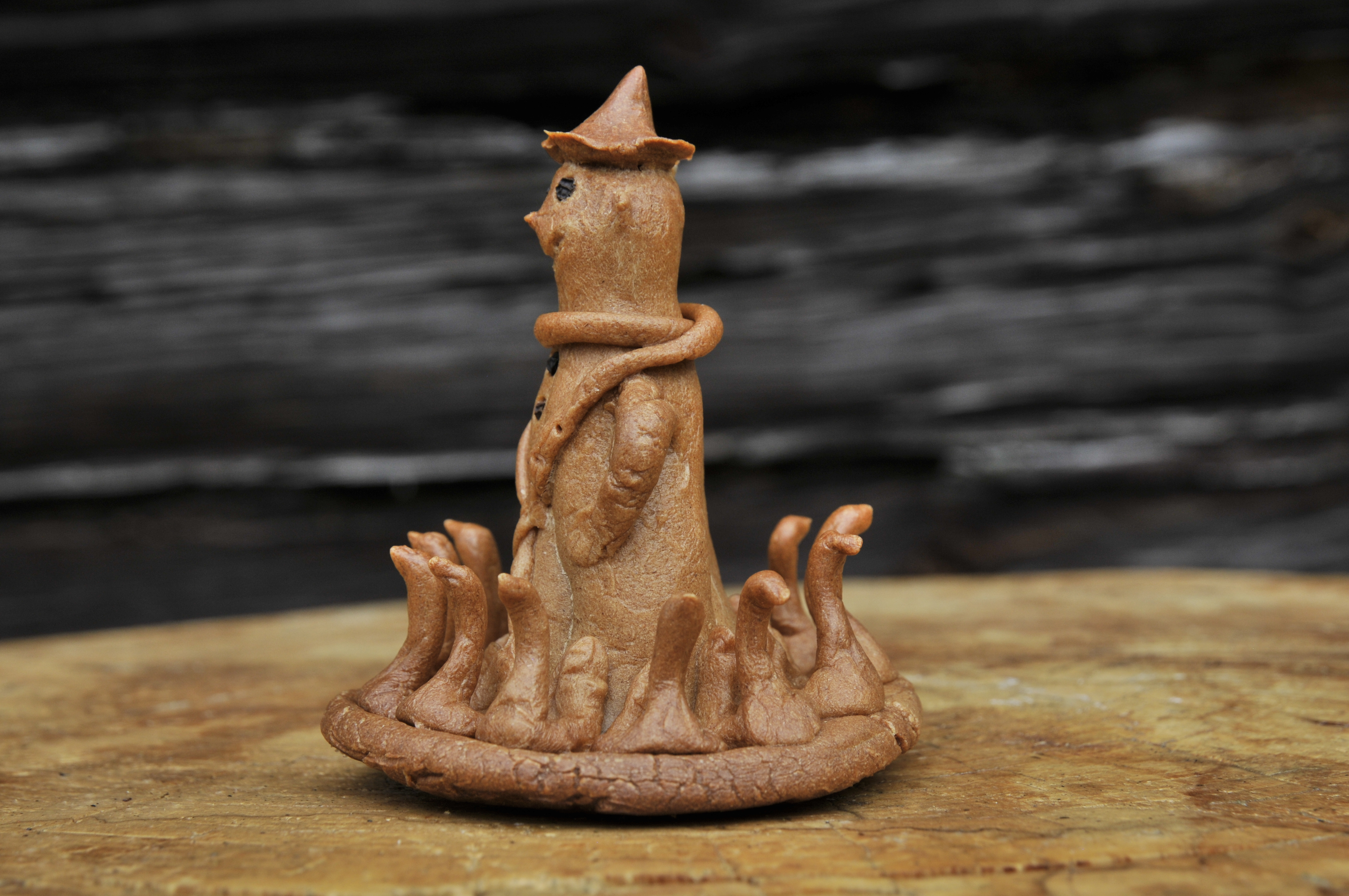
Ujęcie z boku
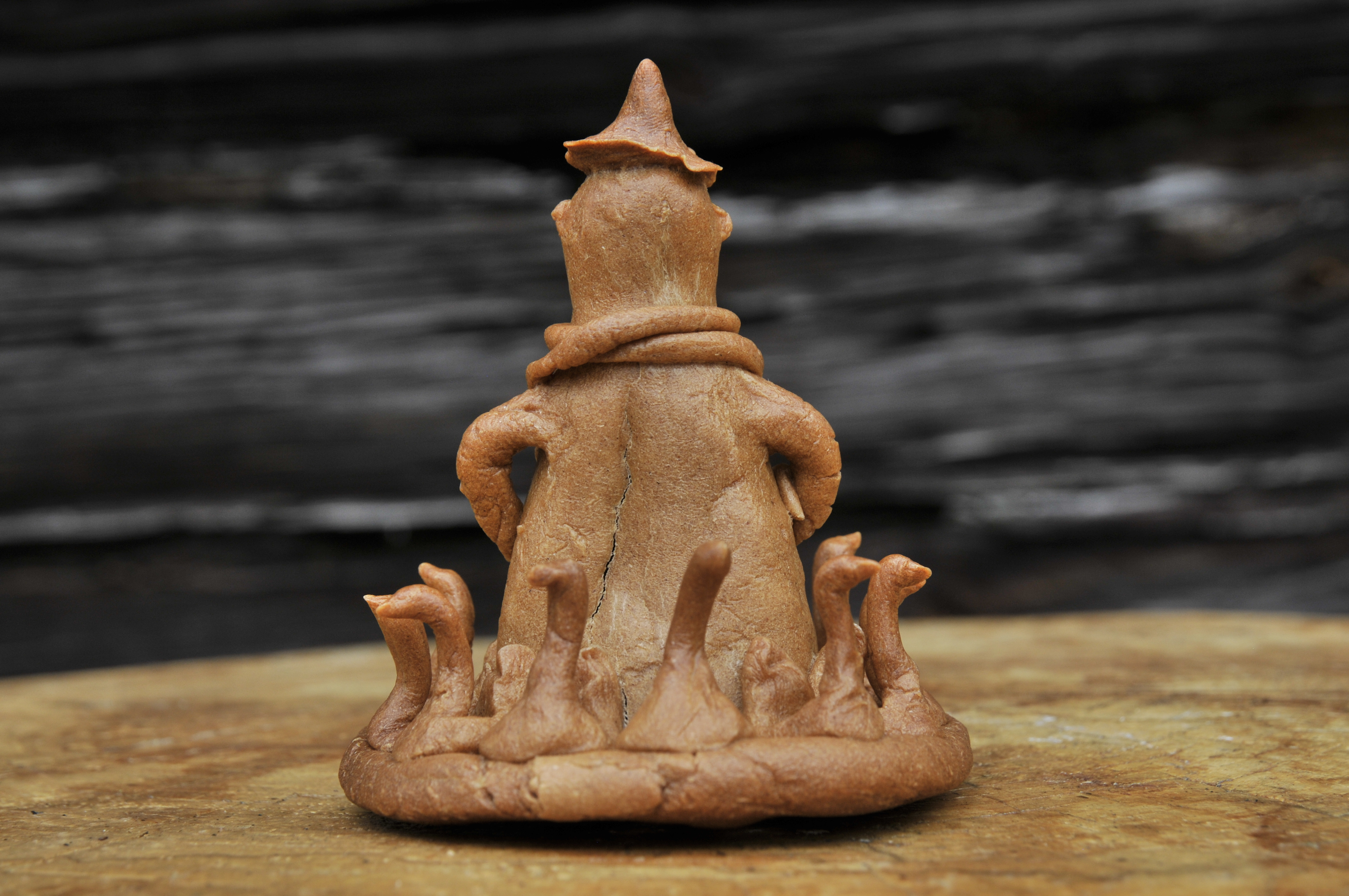
Ujęcie z tyłu
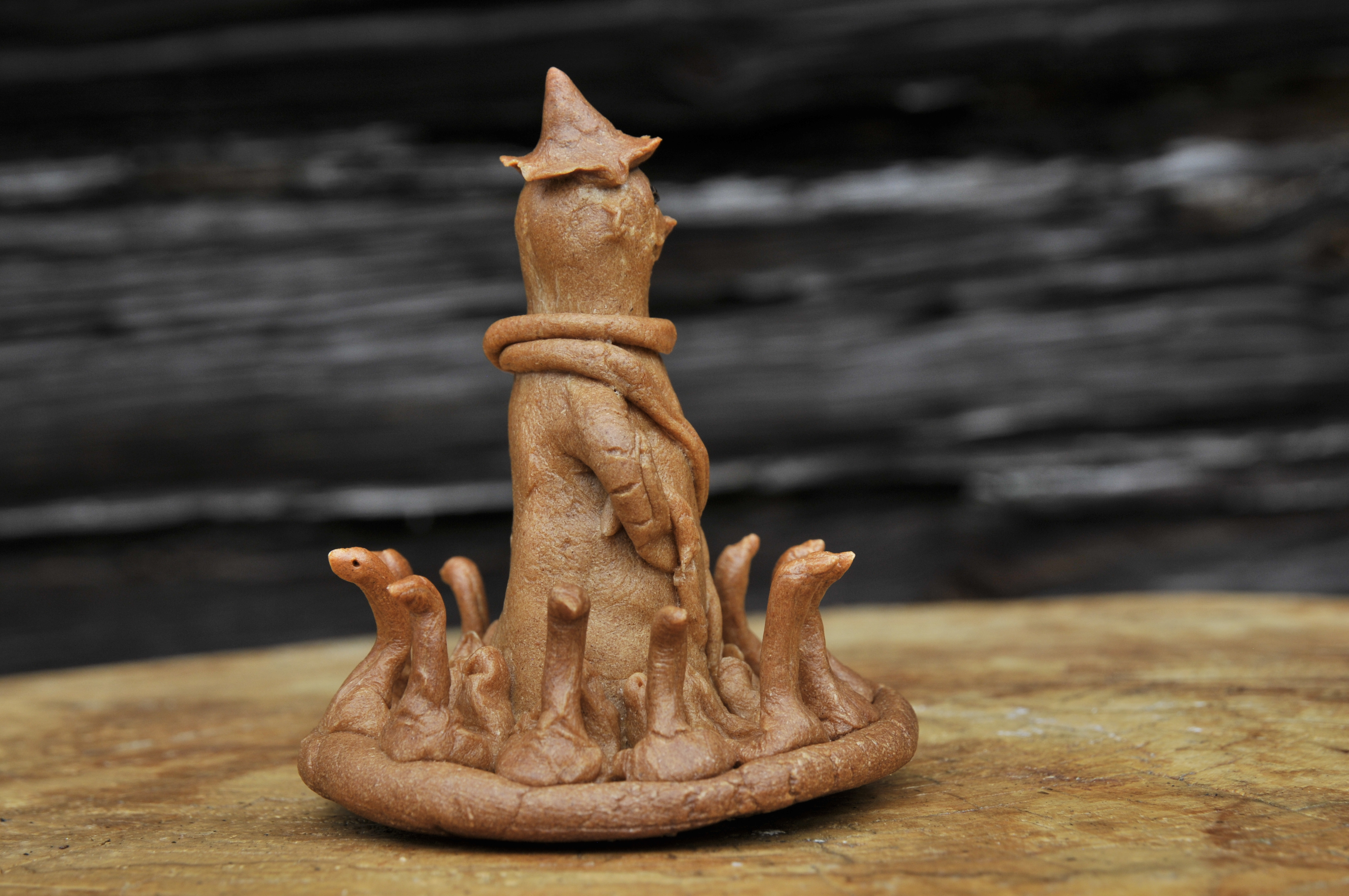
Ujęcie z boku